# 方形骨
方形骨（ほうけいこつ、Quadrate bone）は両生類、竜弓類（爬虫類）、鳥類、初期の単弓類などといった、大部分の四肢動物が持つ骨の一つ。頭蓋において、方形頬骨・鱗状骨と連結し、下顎後縁の関節骨と顎関節を形成する。

## 進化による変動
魚類では、単純な蝶番運動のみである。
有羊膜類では鐙骨が方形骨に接してここから内耳に振動を導くようになり聴覚に深く関係してくる。双弓類では鼓膜は方形骨に形成される円弧や窪みに張られており、ここで大気中の音波を拾う。単弓類では音波を拾う器官は下顎の角骨に形成された反転板になり、ここから下顎の関節骨、上顎の方形骨を経て鐙骨により振動が内耳に導かれる。
単弓類の中から哺乳類が進化する過程で、角骨、関節骨、方形骨のリンクは顎関節を離れて中耳形成へと向かい、角骨は鼓骨となり鼓膜が生じ、関節骨は槌骨、方形骨は砧骨となる。この移動は1837年にカール・ライヘルト（英語: Karl Bogislaus Reichert）により報告された。彼は、ブタの胚で、メッケル軟骨側での下顎の骨化を発見した。軟骨後縁が骨化し、軟骨の残りから分離し、中耳に入り、砧骨となることを認めた。この移動により、方形骨の役割は咀嚼器官との兼用から純然たる聴覚器官へと変化した。
ヘビでは方形骨から鼓膜が失われて長い可動性の骨となり、非常に大きな餌を飲み込むのに役立つようになった。ただし、鐙骨は方形骨に接しており、地面から伝わった振動などがここから内耳に導かれている。